# Мортезина (Бергамо)
Мортезина је насеље у Италији у округу Бергамо, региону Ломбардија.
Према процени из 2011. у насељу је живело 28 становника. Насеље се налази на надморској висини од 473 м.